# Cantó de Le Bény-Bocage
El cantó de Le Bény-Bocage és un cantó francès del departament de Calvados, situat al districte de Vire. Té 20 municipis i el cap es Le Bény-Bocage.

## Municipis
- Beaulieu
- Le Bény-Bocage
- Bures-les-Monts
- Campeaux
- Carville
- Étouvy
- La Ferrière-Harang
- La Graverie
- Malloué
- Montamy
- Mont-Bertrand
- Montchauvet
- Le Reculey
- Saint-Denis-Maisoncelles
- Sainte-Marie-Laumont
- Saint-Martin-des-Besaces
- Saint-Martin-Don
- Saint-Ouen-des-Besaces
- Saint-Pierre-Tarentaine
- Le Tourneur

## Història
| Data d'elecció                           | Identitat         | Partit                     | Qualitat |
| ---------------------------------------- | ----------------- | -------------------------- | -------- |
| 1945-1949                                | M. Auvray         | Radical                    |          |
| 1949-19..                                | M. Brillet        | RPF                        |          |
| 19..-19..                                | M. Blais          | RGR                        |          |
| 19..-1979                                | M. Régnier        | UNR, després UDF           |          |
| 1979-1998                                | André Lerebours   | UDF, després Divers droite |          |
| 1998-                                    | Alain Declomesnil | Divers droite              |          |
| les dades anteriors no són pas conegudes |                   |                            |          |
|                                          |                   |                            |          |

## Demografia
| A partir de 1990: Població sense dobles comptes |